# 大日本帝国憲法第15条
大日本帝国憲法第15条（だいにほん/だいにっぽん ていこくけんぽう だい15じょう）は、大日本帝国憲法第1章にある。天皇の役割についての規定である。

## 現代風の表記
天皇は、爵位、勲章及びその他の栄典を授与する。